# Katrya (cràter)
Katrya és un cràter d'impacte al planeta Venus de 9,2 km de diàmetre. Porta el nom d'un antropònim ucraïnès, i el seu nom va ser aprovat per la Unió Astronòmica Internacional el 1997.